# Craspedosis angustiplaga
Craspedosis angustiplaga är en fjärilsart som beskrevs av Louis Beethoven Prout 1924. Craspedosis angustiplaga ingår i släktet Craspedosis och familjen mätare. Inga underarter finns listade i Catalogue of Life.